# 1964年电影

## 第二屆金馬獎
- 最佳劇情片——《梁山伯與祝英台》（邵氏兄弟出品）
- 最佳導演——李翰祥《梁山伯與祝英台》
- 最佳男主角——唐菁《黑夜到黎明》
- 最佳女主角——樂蒂《梁山伯與祝英台》